# Tassift
Tassift (en àrab تاسيفت, Tāsīft; en amazic ⵜⴰⵙⵉⴼⵜ) és una comuna rural de la província de Xauen, a la regió de Tànger-Tetuan-Al Hoceima, al Marroc. Segons el cens de 2014 tenia una població total de 7.363 persones.